# Найденка (Удомельский район)
Найдёнка — деревня в Удомельском городском округе Тверской области.

## География
Деревня находится в северной части Тверской области на расстоянии приблизительно 12 км на восток-юго-восток по прямой от железнодорожного вокзала города Удомля на левом берегу речки Менглич.

## История
Известна с 1886 года. Дворов (хозяйств) в ней было 2 (1886 год), 3 (1911), 17 (1961), 8 (1986), 3(1999). В советское время работали колхозы «Обновитель», «Гремуха», «Призыв Сталина» и совхоз «Еремковский». До 2015 года входила в состав Еремковского сельского поселения до упразднения последнего. С 2015 года в составе Удомельского городского округа.

## Население
Численность населения: 21 человек (1886 год), 32 (1911), 58 (1961), 10 (1986), 8 (русские 100 %) в 2002 году, 8 в 2010.